# Mystiques et Magiciens du Tibet
Mystiques et Magiciens du Tibet est un récit de voyage sur la religion tibétaine et les pratiques mystiques rédigé par Alexandra David-Néel. Il s'agit d'un récit des expériences de David-Néel lors de son voyage dans l'Himalaya, vivant parmi les autorités religieuses bouddhistes, les moines et les mystiques. L'auteur a recueilli des récits de sa rencontre avec des maîtres et des entités religieuses, principalement bouddhistes, lors de ses voyages dans la région de l'Inde, du Sikkim, du Népal, du Bhoutan, de la Chine, du Japon, et surtout du Tibet. Le livre a été publié en 1929 en France et a ensuite été traduit dans différentes langues, dont l'anglais. La traduction anglaise a été publiée pour la première fois en 1931. Le livre contient une introduction écrite par Jaques-Arsène d'Arsonval.

## Contexte
Au début du XXe siècle, la représentation de l'Asie intérieure, en particulier du Tibet, flottait entre différentes perspectives. La perspective colonialiste qui dominait le discours sur le Tibet au XIXe siècle présentait les territoires et les populations de l'Himalaya comme sauvages et uniquement concernés par le mysticisme. Les colonialistes partageaient cette image du Tibet afin de promulguer les idéaux de supériorité occidentale. L'autre perspective dominante du début du XXe siècle s'éloignait de celle des colonialistes, proposant une nouvelle compréhension du Tibet. Sur le plan culturel et religieux cette nouvelle conception du Tibet proposait une redécouverte de ce pays sous un prisme spirituel et appréciatif. Le Tibet est devenu aux yeux des Occidentaux un objet de fantasmes et un lieu d'ancienne et grande spiritualité,. Cet intérêt pour la spiritualité tibétaine a été principalement causé par le sentiment partagé de décadence dans la société moderne européenne après la Première Guerre mondiale. Un symbole de l'intérêt spirituel croissant pour l'Europe fut la naissance de la Société théosophique. L'engagement dans l'occulte de cette société l'a amenée à définir le Tibet comme une terre intrinsèque à la sagesse ancienne. Le livre de David-Néel partage cette vision en proposant une image positive, dépaysante et spirituelle du Tibet, qui dépasse l'affirmation colonialiste classique de supériorité et de rivalité.
Alexandra David-Néel était une grande admiratrice des cultures orientales et du mysticisme, car elle-même était bouddhiste. Elle étudie les cultures orientales à l'université de la Sorbonne et en 1892, elle termine ses études à la Société théosophique et participe à d'autres communautés ésotériques, comme la franc-maçonnerie. C'est dans ces sociétés qu'elle a développé son intérêt pour la spiritualité occulte et orientale. L'intérêt de David-Néel pour la religion et la culture orientales était fortement lié à ses convictions politiques et sociétales. Elle était très impliquée dans les mouvements anarchistes et féministes et elle a souvent écrit des articles sur les sages et les philosophes orientaux. David-Néel s'intéresse particulièrement au bouddhisme car elle voit dans cette religion la solution à la condition oppressive de la femme dans la société occidentale. Elle concevait le bouddhisme comme la fin de toutes les hiérarchies et la fin de l'illusion du Dieu catholique. Son intérêt pour le bouddhisme et le désir d'échapper à la société moderne ont amené Alexandra à se lancer dans un voyage de quatorze ans dans l'Himalaya. Ce voyage a fini par être la source de sa production littéraire. D'une importance fondamental au voyage de David-Néel, son mari, Philippe Néel, l'a parrainée. Dans la préface du livre, David-Néel explique qu'elle a écrit le livre après le grand nombre de demandes qui ont suivi la publication de son premier livre, Voyage d'une Parisienne à Lhassa (1927). Les demandes provenaient à la fois d'érudits orientalistes et du public. On lui a demandé d'écrire un livre décrivant sa vision des religions et des pratiques spirituelles tibétaines puisque le livre précédent n'était pas si précis à ce sujet.

## Synopsis
Mystiques et Magiciens du Tibet n'est ni un journal de voyage ni une autobiographie mais une collection d'études sur les pratiques religieuses et mystiques, les traditions occultes et les formations psychiques au Tibet et dans les régions environnantes. David-Néel a décrit les événements qui l'ont mise en contact avec le lamaïsme (terme utilisé jadis pour décrire le bouddhisme tibétain) et toutes sortes de magiciens qui entouraient cette religion. Puis elle regroupe de multiples théories et croyances mystiques qu'elle a apprises lors de ses stages dans les Gompas, en présence d'autorités religieuses et d'ermites yogi dans les grottes reculées de l' Himalaya. Elle a illustré le système monastique du lamaïsme, les grands maîtres et la formation de leurs disciples. David-Néel a décrit en détail ce que sont selon elle les "sports psychiques", à savoir un ensemble de pratiques pratiquées par des moines et des mystiques tibétains pour obtenir des résultats surnaturels, comme survivre nu dans la neige avec la technique d'auto-échauffement de "Toumo". Une caractéristique du livre est que David-Néel elle-même a affirmé avoir vécu nombre de ces phénomènes et les a tout de même décrits de manière précise et terre-à-terre, pour laisser au lecteur une interprétation personnelle de leur validité.

## Historique des publications
Mystiques et Magiciens du Tibet  a été initialement publié le 1er janvier 1929  aux Éditions Plon en France, écrit en français. La première traduction anglaise de John Lane the Bodley Head a été publiée en 1931, puis publiée par les Pinguin Books en 1936. Peu de temps après la publication originale, le livre a été traduit dans plusieurs langues européennes, telles que l'allemand, l'espagnol, le tchèque, et suédois. Cependant, la traduction anglaise a été la plus réussie, juste derrière la traduction anglaise de Voyage d'une Parisienne à Lhassa (1929). Le livre a également été traduit dans des langues asiatiques, dont le chinois et l'annamite,.

## Réception
Alexandra David-Néel a été décrite de multiples manières après la publication de ses livres, comme « la première bouddhiste française », « un grand sage » et « le lama blanc ». Il y avait beaucoup d'appréciation pour les publications de David-Néel. Elle a reçu la médaille d'or de la Société géographique de France, a été nommée chevalier de la Légion d'honneur, a reçu l'insigne de l'Ordre chinois de l'Étoile brillante et la médaille d'argent de la Société royale belge de géographie. Une autre preuve de son succès était la traduction de son travail dans plusieurs langues, dont le chinois. La réception de l'œuvre de David-Néel en Chineétait controversée car appréciée mais entre-temps la traduction a été fortement modifiée par rapport à la version française originale. La censure chinoise a modifié des parties des textes de David-Néel pour favoriser une compréhension de ses livres qui favoriserait, et parfois couvrirait, le colonialisme chinois. Les écrits de David-Néel comptent parmi les textes bouddhistes occidentaux les plus célèbres et ont contribué à la vulgarisation de la perception du Tibet et du bouddhisme tibétain au XXIe siècle en général.
La réception de ses publications n'a pas toujours été reconnue comme un récit fiable du Tibet. Par exemple, David-Néel a été accusé de supercherie par Jeanne Denys, qui a tenté de démontrer que l'exploratrice n'a jamais entrepris son long voyage à travers l'Himalaya en comparant ses textes avec le travail d'autres explorateurs. L'une des raisons pour lesquelles Alexandra a été accusée était sa façon d'écrire originale, qui la différencie de celle des hommes et a souvent suscité des soupçons. David-Néel était souvent perçue comme une figure controversée en raison de ses croyances non conventionnelles et de ses valeurs politiques féministes anarchistes. Ses écrits étaient considérés de la même manière en raison de leur manière originale et positive de représenter les cultures tibétaines, tout en conservant une attitude impérialiste. Les érudits l'ont accusée d'être trop attachée à ses ambitions d'être une grande orientaliste et une remarquable Occidentale pour écrire une description objective du Tibet,.